# 鲁瓦布瓦西
鲁瓦布瓦西（法語：Roy-Boissy，法語發音：[ʁwa bwasi]）是法国瓦兹省的一个市镇，属于博韦区。

## 地理
鲁瓦布瓦西（49°34'59"N, 1°55'22"E）面积10.96 平方千米，位于法国上法蘭西大區瓦兹省，该省份为法国北部内陆省份，北起索姆省，西接厄尔省和滨海塞纳省，南至塞纳-马恩省和瓦兹河谷省，东临埃纳省。
与鲁瓦布瓦西接壤的市镇（或旧市镇、城区）包括：方丹拉瓦加讷、格雷梅维莱尔、马赛昂博韦西、莫尔维莱尔、圣莫尔、泰里讷。

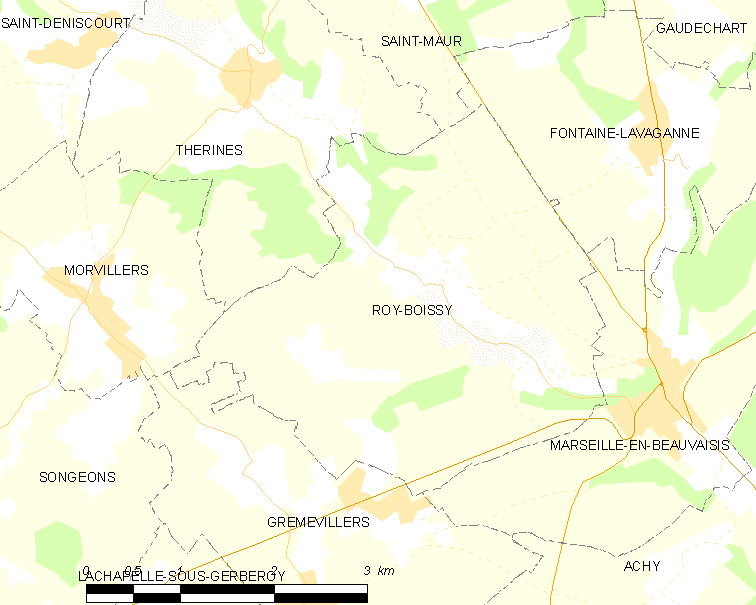
鲁瓦布瓦西的OSM定位图

鲁瓦布瓦西的时区为UTC+01:00、UTC+02:00（夏令时）。

## 行政
鲁瓦布瓦西的邮政编码为60690，INSEE市镇编码为60557。

## 政治
鲁瓦布瓦西所属的省级选区为格朗维利耶县。

## 人口

1962-2008年间鲁瓦布瓦西人口变化图示

鲁瓦布瓦西于2022年1月1日时的人口数量为329人。